# Fons Borginon

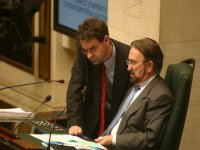
Fons Borginon en Herman De Croo

Alfons (Fons) Borginon (Lier, 12 juli 1966) is een Belgisch politicus voor Open Vld.

## Levensloop

### Jeugd
Hij is de kleinzoon van VNV-politicus Hendrik Borginon. Hij volgde humaniora in het Sint-Gabriëlcollege van Boechout, waar hij in 1983 een diploma behaalde in de Wiskunde A. Hij volgde van 1983 tot 1985 een kandidatuur in de rechten aan de UFSIA en daarna studeerde hij van 1985 tot 1988 rechten aan UIA en daarna de Katholieke Universiteit Leuven, waar hij in 1988 het licentiaat behaalde. Tijdens zijn studies was hij lid van de Antwerpse afdeling van het Katholiek Vlaams Hoogstudentenverbond, waarvan hij van 1987 tot 1988 preses was, en van 1986 tot 1987 hoofdredacteur van het studentenblad Tegenstroom. 
Na zijn studies gaf hij van 1990 tot 1995 als halftijds universiteitsassistent les aan de faculteit rechten van de Universiteit Antwerpen en van 1989 tot 1996 was hij advocaat aan de Antwerpse balie, een beroep dat hij sinds 2012 opnieuw beoefent. In 1995 behaalde hij een Master of legal studies in comparative European and International Law aan het EUI inFirenze. In 2012 behaalde hij nog een getuigschrift in de Postacademische Vorming Bemiddeling aan de rechtsfaculteit van de Universiteit van Antwerpen en nadien was hij van november 2012 tot april 2022 erkend bemiddelaar in burgerlijke- en handelszaken.

### Volksunie en Spirit
In 1991 sloot hij zich aan bij de Volksunie en werd hij bestuurslid bij de Mortselse afdeling van de partij. In mei 1995 werd hij namens de Volksunie voor het arrondissement Antwerpen verkozen in de Kamer van volksvertegenwoordigers, waar hij uiteindelijk bleef zetelen tot in juni 2007. Hij trad in 1996 ook toe tot het partijbestuur van de Volksunie. Toen Geert Bourgeois in januari 2001 aftrad als VU-voorzitter naar aanleiding van het Lambermontakkoord, werd Fons Borginon voorzitter. Er volgde een moeilijk jaar waarin Borginon verscheidene pogingen ondernam om de fracties binnen de partij te lijmen. Nadat dit onmogelijk bleek, werd een ledenreferendum georganiseerd om de toekomst van de partij te bepalen. Geen van de drie fracties Vlaams-Nationaal, Toekomstgroep en Niet Splitsen haalde een meerderheid van de stemmen bij de bekendmaking op 15 september. De partij werd ontbonden en de meerderheid van haar middelen ging over op de grootste fractie Vlaams-Nationaal (later de N-VA). Borginon zelf stelde zich neutraal op tussen de drie fracties en vervoegde na de ontbinding de links-liberale opvolger Spirit. Toen Bert Anciaux als een van de leiders van die partij voor een kartel met de socialistische sp.a koos, stapte Borginon samen met andere kopstukken Patrik Vankrunkelsven, Vincent Van Quickenborne en Margriet Hermans in mei 2002 over naar de liberale VLD.

### VLD
Van midden 2003 tot begin 2006 was hij voorzitter van de commissie justitie in de Kamer van volksvertegenwoordigers. Daar hield hij zich vooral bezig met de verbetering van de werking van justitie en de modernisering van het familierecht. Hij trad als Vlaams onderhandelaar op voor het Brusselse luik van de vijfde staatshervorming, het Lambermontakkoord. Door zijn familiale en politieke voorgeschiedenis werd hij bij de Vlaamsgezinde vleugel van de toenmalige VLD gerekend, die onder andere voor een zesde staatshervorming had gepleit. Begin 2006 volgde hij Rik Daems op als fractieleider in de Kamer van volksvertegenwoordigers nadat die in opspraak was gekomen door zijn relatie met PS-politica Sophie Pécriaux.
In 2000 werd hij districtsraadslid van het Antwerpse district Berchem en in 2004 werd hij daar voorzitter van de VLD-fractie. Bij de gemeenteraadsverkiezingen van 2006 trok hij de VLD-lijst voor het district Berchem. Hij was nadien van 2007 tot 2012 voorzitter van de districtsraad. In de aanloop naar de parlementaire verkiezingen van 2007 bleek dat hij de geëiste verkiesbare derde plaats op de VLD-Kamerlijst niet zou krijgen en hield hij de eer aan zichzelf. Hij weigerde de strijdplaats en nam niet deel aan de verkiezingen van 10 juni 2007 en greep nadien ook naast een parlementaire zetel als gecoöpteerd senator. In begin juli 2007 werd hij nog wel politiek benoemd tot regeringscommissaris voor de Vlaamse Overheid bij de Herculesstichting, hetgeen hij bleef tot in oktober 2011.
Eind 2008 werd hij door partijgenoot en toenmalig Vlaams minister Marino Keulen naar de Raad van Europa afgevaardigd om de niet-benoeming van de drie burgemeesters van faciliteitengemeenten in de rand rond Brussel te verdedigen. Hij was van januari tot december 2008 adjunct-kabinetschef en van december 2008 tot juli 2009 hoofd van de beleidscel bij federaal minister van Buitenlandse Zaken Karel De Gucht, waarna hij van juli 2009 tot december 2011 hoofd van de beleidscel van federaal minister van Begroting Guy Vanhengel was. Toen in mei 2010 de Open Vld de federale regering, geleid door CD&V-er Yves Leterme, liet vallen, kreeg hij een strijdplaats op de senaatslijst bij de Vlaamse liberalen (6e plaats). Hij werd echter niet verkozen. Bij de lokale verkiezingen van 2012 was hij Open Vld-lijsttrekker voor de Berchemse districtsraadverkiezingen. Hij bleef nog districtsraadslid tot in 2014.
Borginon werd tevens van november 2013 tot januari 2022 en opnieuw sinds april 2022 bestuurder en van 2014 tot 2022 voorzitter van het Auditcomité van het overheidsbedrijf Belgocontrol, sinds 2018 Skeyes, dat instaat voor de luchtverkeersleiding. Eveneens was hij van 2012 tot 2016 federaal regeringscommissaris bij het Instituut voor Gerechtelijke Opleiding, van 2013 tot 2023 lid van het directiecomité van de sociale huisvestingsmaatschappij Woonhaven Antwerpen, van 2014 tot 2018 effectief lid van de Benoemingscommissie voor Gerechtsdeurwaarders en van 2016 tot 2020 bestuurder van de Vlaamse Milieuholding, van 2015 tot 2017 voorzitter van het beheerscomité van de Hulp- en Verzorgingskas voor Zeevarenden en van 2018 tot 2021 voorzitter van het beheerscomité voor zeevarenden van de Rijksdienst voor Sociale Zekerheid.
Sinds maart 2022 is Borginon voorzitter van de Open Vld-afdeling van de stad Antwerpen.